# Marche-en-Famenne
Marche-en-Famenne (vallonsk: Måtche-el-Fåmene) er en by i Vallonien i det sydøstlige Belgien. Byen ligger i provinsen Luxembourg. Indbyggertallet er pr. 1. januar 2006 på 16.994 mennesker, og byen har et areal på 121,40 km².
50°13′N 5°20′Ø / 50.217°N 5.333°Ø